# Келтибери
Келтибери је назив за древне становнике Иберијског полуострва који су говорили келтским језицима и живјели крајем 1. миленијума п. н. е. Та је група настала када су се Келти из Галије населили на Иберијском полуострву те почели мијешати с тамошњим прединдоевропским становништва, прије свега Иберима.
Археологија Келтибере обично повезује с Халштатском културом чији се артефакти могу наћи у сјеверном дијелу данашње централне Шпаније. Сам израз Келтибери (лат. Celtiberi) је први искористио Диодор, потом Апијан и Марцијал који су препознали да је ријеч о мјешавини Келта и Ибера; Страбон је ипак сматрао да међу Келтиберима доминирају келтски примјеси. Од појединачних племена именом су познати Ареваци, Бели, Тити, и Лусонес.
Келтиберски језик је познат из трагова који потичу из 1. вијека п. н. е. За лузитански, који се говорио у предримској Иберији, такође се наводи да је по неким својим карактеристикама припадао келтским језицима. Лузитанци, који су њиме говорили, дали су име Лузитанији, римској провинцији која покрива данашњи Португал и Екстремадуру.